# Allocota
Allocota is een geslacht van kevers uit de familie van de loopkevers (Carabidae). De wetenschappelijke naam van het geslacht is voor het eerst geldig gepubliceerd in 1859 door Motschulsky.

## Soorten
Het geslacht Allocota omvat de volgende soorten:
- Allocota andrewesi (Jedlicka, 1934)
- Allocota arrowi (Jedlicka, 1935)
- Allocota caerulea Andrewes, 1933
- Allocota cyanipennis Heller, 1923
- Allocota perlaeta Kirschenhofer, 1994
- Allocota philippinensis (Jedlicka, 1935)
- Allocota viridipennis Motschulsky, 1859